# Bawdrip
Bawdrip is een civil parish in het bestuurlijke gebied Sedgemoor, in het Engelse graafschap Somerset met 506 inwoners.